# مراحل متأخرة (فلم)
مراحل متأخرة (بالإنجليزية: Late Phases) هو فيلم رعب ودراما تم انتاجه في الولايات المتحدة وصدر سنة 2014، من بطولة نيك دامسي وإيثان إمبري.

## القصة
جندي متقاعد يذهب إلى بلدة يقطنها العجزة و يموت فيها الناس بكثرة بسبب هجوم وحش ويحاول معرفة الحقيقة الكاملة وراء هذا

## وصلات خارجية
- مقالات تستعمل روابط فنية بلا صلة مع ويكي بيانات

- مراحل متأخرة على IMDB
- مراحل متأخرة على Rotten Tomatos
- مراحل متأخرة على Metacritic